# Peter Jehle
Peter Jehle (Grabs, 22 gennaio 1982) è un dirigente sportivo ed ex calciatore liechtensteinese, di ruolo portiere, attualmente segretario generale della Federazione calcistica liechtensteinese.

## Caratteristiche tecniche
Portiere esperto, possiede grandi riflessi sui tiri ravvicinati.

## Statistiche

### Cronologia presenze e reti in nazionale
| Cronologia completa delle presenze e delle reti in nazionale ― Liechtenstein | Cronologia completa delle presenze e delle reti in nazionale ― Liechtenstein | Cronologia completa delle presenze e delle reti in nazionale ― Liechtenstein | Cronologia completa delle presenze e delle reti in nazionale ― Liechtenstein | Cronologia completa delle presenze e delle reti in nazionale ― Liechtenstein | Cronologia completa delle presenze e delle reti in nazionale ― Liechtenstein | Cronologia completa delle presenze e delle reti in nazionale ― Liechtenstein | Cronologia completa delle presenze e delle reti in nazionale ― Liechtenstein |
| Data                                                                         | Città                                                                        | In casa                                                                      | Risultato                                                                    | Ospiti                                                                       | Competizione                                                                 | Reti                                                                         | Note                                                                         |
| ---------------------------------------------------------------------------- | ---------------------------------------------------------------------------- | ---------------------------------------------------------------------------- | ---------------------------------------------------------------------------- | ---------------------------------------------------------------------------- | ---------------------------------------------------------------------------- | ---------------------------------------------------------------------------- | ---------------------------------------------------------------------------- |
| 14-10-1998                                                                   | Vaduz                                                                        | Liechtenstein                                                                | 2 – 1                                                                        | Azerbaigian                                                                  | Qual. Euro 2000                                                              | -1                                                                           |                                                                              |
| 27-3-1999                                                                    | Budapest                                                                     | Ungheria                                                                     | 5 – 0                                                                        | Liechtenstein                                                                | Qual. Euro 2000                                                              | -5                                                                           | 88’                                                                          |
| 31-3-1999                                                                    | Vaduz                                                                        | Liechtenstein                                                                | 0 – 5                                                                        | Portogallo                                                                   | Qual. Euro 2000                                                              | -5                                                                           |                                                                              |
| 5-6-1999                                                                     | Baku                                                                         | Azerbaigian                                                                  | 4 – 0                                                                        | Liechtenstein                                                                | Qual. Euro 2000                                                              | -4                                                                           |                                                                              |
| 9-6-1999                                                                     | Coimbra                                                                      | Portogallo                                                                   | 8 – 0                                                                        | Liechtenstein                                                                | Qual. Euro 2000                                                              | -8                                                                           |                                                                              |
| 18-8-1999                                                                    | Vaduz                                                                        | Liechtenstein                                                                | 0 – 0                                                                        | Bosnia ed Erzegovina                                                         | Amichevole                                                                   | -                                                                            | 61’                                                                          |
| 4-9-1999                                                                     | Vaduz                                                                        | Liechtenstein                                                                | 0 – 0                                                                        | Ungheria                                                                     | Qual. Euro 2000                                                              | -                                                                            |                                                                              |
| 8-9-1999                                                                     | Bratislava                                                                   | Slovacchia                                                                   | 2 – 0                                                                        | Liechtenstein                                                                | Qual. Euro 2000                                                              | -2                                                                           |                                                                              |
| 9-10-1999                                                                    | Vaduz                                                                        | Liechtenstein                                                                | 0 – 3                                                                        | Romania                                                                      | Qual. Euro 2000                                                              | -3                                                                           |                                                                              |
| 26-4-2000                                                                    | Vaduz                                                                        | Liechtenstein                                                                | 0 – 1                                                                        | Fær Øer                                                                      | Amichevole                                                                   | -1                                                                           |                                                                              |
| 7-6-2000                                                                     | Friburgo in Brisgovia                                                        | Germania                                                                     | 8 – 2                                                                        | Liechtenstein                                                                | Amichevole                                                                   | -8                                                                           |                                                                              |
| 3-9-2000                                                                     | Ramat Gan                                                                    | Israele                                                                      | 2 – 0                                                                        | Liechtenstein                                                                | Qual. Mondiali 2002                                                          | -2                                                                           |                                                                              |
| 7-10-2000                                                                    | Vaduz                                                                        | Liechtenstein                                                                | 0 – 1                                                                        | Austria                                                                      | Qual. Mondiali 2002                                                          | -1                                                                           |                                                                              |
| 28-2-2001                                                                    | Vaduz                                                                        | Liechtenstein                                                                | 0 – 2                                                                        | Lettonia                                                                     | Amichevole                                                                   | -2                                                                           |                                                                              |
| 24-3-2001                                                                    | Alicante                                                                     | Spagna                                                                       | 5 – 0                                                                        | Liechtenstein                                                                | Qual. Mondiali 2002                                                          | -5                                                                           | 53’                                                                          |
| 28-3-2001                                                                    | Vaduz                                                                        | Liechtenstein                                                                | 0 – 3                                                                        | Bosnia ed Erzegovina                                                         | Qual. Mondiali 2002                                                          | -3                                                                           |                                                                              |
| 25-4-2001                                                                    | Vienna                                                                       | Austria                                                                      | 2 – 0                                                                        | Liechtenstein                                                                | Qual. Mondiali 2002                                                          | -2                                                                           |                                                                              |
| 2-6-2001                                                                     | Vaduz                                                                        | Liechtenstein                                                                | 0 – 3                                                                        | Israele                                                                      | Qual. Mondiali 2002                                                          | -3                                                                           |                                                                              |
| 5-9-2001                                                                     | Vaduz                                                                        | Liechtenstein                                                                | 0 – 2                                                                        | Spagna                                                                       | Qual. Mondiali 2002                                                          | -2                                                                           |                                                                              |
| 7-10-2001                                                                    | Zenica                                                                       | Bosnia ed Erzegovina                                                         | 5 – 0                                                                        | Liechtenstein                                                                | Qual. Mondiali 2002                                                          | -5                                                                           |                                                                              |
| 13-2-2002                                                                    | Peyia                                                                        | Liechtenstein                                                                | 0 – 1                                                                        | Fær Øer                                                                      | Amichevole                                                                   | -1                                                                           | 46’                                                                          |
| 27-3-2002                                                                    | Vaduz                                                                        | Liechtenstein                                                                | 0 – 0                                                                        | Irlanda del Nord                                                             | Amichevole                                                                   | -                                                                            | 46’                                                                          |
| 17-4-2002                                                                    | Hesperange                                                                   | Lussemburgo                                                                  | 3 – 3                                                                        | Liechtenstein                                                                | Amichevole                                                                   | -3                                                                           |                                                                              |
| 8-9-2002                                                                     | Vaduz                                                                        | Liechtenstein                                                                | 1 – 1                                                                        | Macedonia                                                                    | Qual. Euro 2004                                                              | -1                                                                           |                                                                              |
| 16-10-2002                                                                   | Istanbul                                                                     | Turchia                                                                      | 5 – 0                                                                        | Liechtenstein                                                                | Qual. Euro 2004                                                              | -5                                                                           |                                                                              |
| 29-3-2003                                                                    | Vaduz                                                                        | Liechtenstein                                                                | 0 – 2                                                                        | Inghilterra                                                                  | Qual. Euro 2004                                                              | -2                                                                           |                                                                              |
| 2-4-2003                                                                     | Trnava                                                                       | Slovacchia                                                                   | 4 – 0                                                                        | Liechtenstein                                                                | Qual. Euro 2004                                                              | -4                                                                           |                                                                              |
| 30-4-2003                                                                    | Vaduz                                                                        | Liechtenstein                                                                | 1 – 0                                                                        | Arabia Saudita                                                               | Amichevole                                                                   | -                                                                            |                                                                              |
| 7-6-2003                                                                     | Skopje                                                                       | Macedonia                                                                    | 3 – 1                                                                        | Liechtenstein                                                                | Qual. Euro 2004                                                              | -3                                                                           | 38’                                                                          |
| 20-8-2003                                                                    | Vaduz                                                                        | Liechtenstein                                                                | 2 – 2                                                                        | San Marino                                                                   | Amichevole                                                                   | -2                                                                           |                                                                              |
| 6-9-2003                                                                     | Vaduz                                                                        | Liechtenstein                                                                | 0 – 3                                                                        | Turchia                                                                      | Qual. Euro 2004                                                              | -3                                                                           |                                                                              |
| 10-9-2003                                                                    | Manchester                                                                   | Inghilterra                                                                  | 2 – 0                                                                        | Liechtenstein                                                                | Qual. Euro 2004                                                              | -2                                                                           | 29’                                                                          |
| 28-4-2004                                                                    | Serravalle                                                                   | San Marino                                                                   | 1 – 0                                                                        | Liechtenstein                                                                | Amichevole                                                                   | -1                                                                           |                                                                              |
| 3-6-2004                                                                     | Vaduz                                                                        | Liechtenstein                                                                | 0 – 2                                                                        | Grecia                                                                       | Amichevole                                                                   | -2                                                                           |                                                                              |
| 6-6-2004                                                                     | Zurigo                                                                       | Svizzera                                                                     | 1 – 0                                                                        | Liechtenstein                                                                | Amichevole                                                                   | -1                                                                           |                                                                              |
| 9-10-2004                                                                    | Vaduz                                                                        | Liechtenstein                                                                | 2 – 2                                                                        | Portogallo                                                                   | Qual. Mondiali 2006                                                          | -2                                                                           |                                                                              |
| 13-10-2004                                                                   | Lussemburgo                                                                  | Lussemburgo                                                                  | 0 – 4                                                                        | Liechtenstein                                                                | Qual. Mondiali 2006                                                          | -                                                                            |                                                                              |
| 17-11-2004                                                                   | Vaduz                                                                        | Liechtenstein                                                                | 1 – 3                                                                        | Lettonia                                                                     | Qual. Mondiali 2006                                                          | -3                                                                           |                                                                              |
| 26-3-2005                                                                    | Vaduz                                                                        | Liechtenstein                                                                | 1 – 2                                                                        | Russia                                                                       | Qual. Mondiali 2006                                                          | -2                                                                           |                                                                              |
| 4-6-2005                                                                     | Tallinn                                                                      | Estonia                                                                      | 2 – 0                                                                        | Liechtenstein                                                                | Qual. Mondiali 2006                                                          | -2                                                                           |                                                                              |
| 8-6-2005                                                                     | Riga                                                                         | Lettonia                                                                     | 1 – 0                                                                        | Liechtenstein                                                                | Qual. Mondiali 2006                                                          | -1                                                                           |                                                                              |
| 17-8-2005                                                                    | Vaduz                                                                        | Liechtenstein                                                                | 0 – 0                                                                        | Slovacchia                                                                   | Qual. Mondiali 2006                                                          | -                                                                            |                                                                              |
| 3-9-2005                                                                     | Mosca                                                                        | Russia                                                                       | 2 – 0                                                                        | Liechtenstein                                                                | Qual. Mondiali 2006                                                          | -2                                                                           | 3’                                                                           |
| 7-9-2005                                                                     | Vaduz                                                                        | Liechtenstein                                                                | 3 – 0                                                                        | Lussemburgo                                                                  | Qual. Mondiali 2006                                                          | -                                                                            |                                                                              |
| 8-10-2005                                                                    | Aveiro                                                                       | Portogallo                                                                   | 2 – 1                                                                        | Liechtenstein                                                                | Qual. Mondiali 2006                                                          | -2                                                                           |                                                                              |
| 12-11-2005                                                                   | Vaduz                                                                        | Liechtenstein                                                                | 1 – 2                                                                        | Macedonia                                                                    | Amichevole                                                                   | -2                                                                           |                                                                              |
| 2-6-2006                                                                     | Vaduz                                                                        | Liechtenstein                                                                | 0 – 1                                                                        | Togo                                                                         | Amichevole                                                                   | -1                                                                           |                                                                              |
| 7-6-2006                                                                     | Ulm                                                                          | Liechtenstein                                                                | 1 – 3                                                                        | Australia                                                                    | Amichevole                                                                   | -3                                                                           |                                                                              |
| 16-8-2006                                                                    | Vaduz                                                                        | Liechtenstein                                                                | 0 – 3                                                                        | Svizzera                                                                     | Amichevole                                                                   | -3                                                                           |                                                                              |
| 2-9-2006                                                                     | Badajoz                                                                      | Spagna                                                                       | 4 – 0                                                                        | Liechtenstein                                                                | Qual. Euro 2008                                                              | -4                                                                           |                                                                              |
| 6-9-2006                                                                     | Göteborg                                                                     | Svezia                                                                       | 3 – 1                                                                        | Liechtenstein                                                                | Qual. Euro 2008                                                              | -3                                                                           |                                                                              |
| 6-10-2006                                                                    | Vaduz                                                                        | Liechtenstein                                                                | 1 – 2                                                                        | Austria                                                                      | Amichevole                                                                   | -2                                                                           |                                                                              |
| 11-10-2006                                                                   | Vaduz                                                                        | Liechtenstein                                                                | 0 – 4                                                                        | Danimarca                                                                    | Qual. Euro 2008                                                              | -4                                                                           |                                                                              |
| 14-11-2006                                                                   | Wrexham                                                                      | Galles                                                                       | 4 – 0                                                                        | Liechtenstein                                                                | Amichevole                                                                   | -4                                                                           |                                                                              |
| 24-3-2007                                                                    | Vaduz                                                                        | Liechtenstein                                                                | 1 – 4                                                                        | Irlanda del Nord                                                             | Qual. Euro 2008                                                              | -4                                                                           |                                                                              |
| 28-3-2007                                                                    | Vaduz                                                                        | Liechtenstein                                                                | 1 – 0                                                                        | Lettonia                                                                     | Qual. Euro 2008                                                              | -                                                                            |                                                                              |
| 2-6-2007                                                                     | Reykjavík                                                                    | Islanda                                                                      | 1 – 1                                                                        | Liechtenstein                                                                | Qual. Euro 2008                                                              | -1                                                                           |                                                                              |
| 6-6-2007                                                                     | Vaduz                                                                        | Liechtenstein                                                                | 0 – 2                                                                        | Spagna                                                                       | Qual. Euro 2008                                                              | -2                                                                           | 90+2’                                                                        |
| 22-8-2007                                                                    | Belfast                                                                      | Irlanda del Nord                                                             | 3 – 1                                                                        | Liechtenstein                                                                | Qual. Euro 2008                                                              | -3                                                                           |                                                                              |
| 12-9-2007                                                                    | Aarhus                                                                       | Danimarca                                                                    | 4 – 0                                                                        | Liechtenstein                                                                | Qual. Euro 2008                                                              | -4                                                                           |                                                                              |
| 13-10-2007                                                                   | Vaduz                                                                        | Liechtenstein                                                                | 0 – 3                                                                        | Svezia                                                                       | Qual. Euro 2008                                                              | -3                                                                           |                                                                              |
| 17-10-2007                                                                   | Vaduz                                                                        | Liechtenstein                                                                | 3 – 0                                                                        | Islanda                                                                      | Qual. Euro 2008                                                              | -                                                                            |                                                                              |
| 17-11-2007                                                                   | Riga                                                                         | Lettonia                                                                     | 4 – 1                                                                        | Liechtenstein                                                                | Qual. Euro 2008                                                              | -4                                                                           |                                                                              |
| 26-3-2008                                                                    | Ta' Qali                                                                     | Malta                                                                        | 7 – 1                                                                        | Liechtenstein                                                                | Amichevole                                                                   | -7                                                                           |                                                                              |
| 30-5-2008                                                                    | San Gallo                                                                    | Svizzera                                                                     | 3 – 0                                                                        | Liechtenstein                                                                | Amichevole                                                                   | -3                                                                           |                                                                              |
| 20-8-2008                                                                    | Tirana                                                                       | Albania                                                                      | 2 – 0                                                                        | Liechtenstein                                                                | Amichevole                                                                   | -2                                                                           |                                                                              |
| 6-9-2008                                                                     | Vaduz                                                                        | Liechtenstein                                                                | 0 – 6                                                                        | Germania                                                                     | Qual. Mondiali 2010                                                          | -6                                                                           |                                                                              |
| 10-9-2008                                                                    | Baku                                                                         | Azerbaigian                                                                  | 0 – 0                                                                        | Liechtenstein                                                                | Qual. Mondiali 2010                                                          | -                                                                            |                                                                              |
| 11-10-2008                                                                   | Cardiff                                                                      | Galles                                                                       | 2 – 0                                                                        | Liechtenstein                                                                | Qual. Mondiali 2010                                                          | -2                                                                           |                                                                              |
| 19-11-2008                                                                   | Žilina                                                                       | Slovacchia                                                                   | 4 – 0                                                                        | Liechtenstein                                                                | Amichevole                                                                   | -3                                                                           | 80’                                                                          |
| 28-3-2009                                                                    | Lipsia                                                                       | Germania                                                                     | 4 – 0                                                                        | Liechtenstein                                                                | Qual. Mondiali 2010                                                          | -4                                                                           |                                                                              |
| 1-4-2009                                                                     | Vaduz                                                                        | Liechtenstein                                                                | 0 – 1                                                                        | Russia                                                                       | Qual. Mondiali 2010                                                          | -1                                                                           |                                                                              |
| 6-6-2009                                                                     | Helsinki                                                                     | Finlandia                                                                    | 2 – 1                                                                        | Liechtenstein                                                                | Qual. Mondiali 2010                                                          | -2                                                                           |                                                                              |
| 12-8-2009                                                                    | Vaduz                                                                        | Liechtenstein                                                                | 0 – 3                                                                        | Portogallo                                                                   | Amichevole                                                                   | -3                                                                           |                                                                              |
| 5-9-2009                                                                     | San Pietroburgo                                                              | Russia                                                                       | 3 – 0                                                                        | Liechtenstein                                                                | Qual. Mondiali 2010                                                          | -3                                                                           |                                                                              |
| 9-9-2009                                                                     | Vaduz                                                                        | Liechtenstein                                                                | 1 – 1                                                                        | Finlandia                                                                    | Qual. Mondiali 2010                                                          | -1                                                                           | 33’                                                                          |
| 10-10-2009                                                                   | Vaduz                                                                        | Liechtenstein                                                                | 0 – 2                                                                        | Azerbaigian                                                                  | Qual. Mondiali 2010                                                          | -2                                                                           |                                                                              |
| 14-10-2009                                                                   | Vaduz                                                                        | Liechtenstein                                                                | 0 – 2                                                                        | Galles                                                                       | Qual. Mondiali 2010                                                          | -2                                                                           |                                                                              |
| 14-11-2009                                                                   | Vinkovci                                                                     | Croazia                                                                      | 5 – 0                                                                        | Liechtenstein                                                                | Amichevole                                                                   | -5                                                                           |                                                                              |
| 3-9-2010                                                                     | Vaduz                                                                        | Liechtenstein                                                                | 0 – 4                                                                        | Spagna                                                                       | Qual. Euro 2012                                                              | -4                                                                           |                                                                              |
| 7-9-2010                                                                     | Glasgow                                                                      | Scozia                                                                       | 2 – 1                                                                        | Liechtenstein                                                                | Qual. Euro 2012                                                              | -2                                                                           |                                                                              |
| 12-10-2010                                                                   | Vaduz                                                                        | Liechtenstein                                                                | 0 – 2                                                                        | Rep. Ceca                                                                    | Qual. Euro 2012                                                              | -2                                                                           |                                                                              |
| 17-11-2010                                                                   | Tallinn                                                                      | Estonia                                                                      | 1 – 1                                                                        | Liechtenstein                                                                | Amichevole                                                                   | -1                                                                           |                                                                              |
| 9-2-2011                                                                     | Serravalle                                                                   | San Marino                                                                   | 0 – 1                                                                        | Liechtenstein                                                                | Amichevole                                                                   | -                                                                            |                                                                              |
| 29-3-2011                                                                    | České Budějovice                                                             | Rep. Ceca                                                                    | 2 – 0                                                                        | Liechtenstein                                                                | Qual. Euro 2012                                                              | -2                                                                           |                                                                              |
| 10-8-2011                                                                    | Vaduz                                                                        | Liechtenstein                                                                | 1 – 2                                                                        | Svizzera                                                                     | Amichevole                                                                   | -2                                                                           |                                                                              |
| 2-9-2011                                                                     | Kaunas                                                                       | Lituania                                                                     | 0 – 0                                                                        | Liechtenstein                                                                | Qual. Euro 2012                                                              | -                                                                            |                                                                              |
| 6-9-2011                                                                     | Logroño                                                                      | Spagna                                                                       | 6 – 0                                                                        | Liechtenstein                                                                | Qual. Euro 2012                                                              | -6                                                                           |                                                                              |
| 8-10-2011                                                                    | Vaduz                                                                        | Liechtenstein                                                                | 0 – 1                                                                        | Scozia                                                                       | Qual. Euro 2012                                                              | -1                                                                           |                                                                              |
| 11-11-2011                                                                   | Budapest                                                                     | Ungheria                                                                     | 5 – 0                                                                        | Liechtenstein                                                                | Amichevole                                                                   | -2                                                                           | 46’                                                                          |
| 29-2-2012                                                                    | Ta' Qali                                                                     | Malta                                                                        | 2 – 1                                                                        | Liechtenstein                                                                | Amichevole                                                                   | -2                                                                           | 12’                                                                          |
| 14-8-2012                                                                    | Vaduz                                                                        | Liechtenstein                                                                | 1 – 0                                                                        | Andorra                                                                      | Amichevole                                                                   | -                                                                            | 46’                                                                          |
| 7-9-2012                                                                     | Vaduz                                                                        | Liechtenstein                                                                | 1 – 8                                                                        | Bosnia ed Erzegovina                                                         | Qual. Mondiali 2014                                                          | -8                                                                           |                                                                              |
| 11-9-2012                                                                    | Bratislava                                                                   | Slovacchia                                                                   | 2 – 0                                                                        | Liechtenstein                                                                | Qual. Mondiali 2014                                                          | -2                                                                           |                                                                              |
| 14-11-2012                                                                   | Vaduz                                                                        | Liechtenstein                                                                | 0 – 1                                                                        | Malta                                                                        | Amichevole                                                                   | -1                                                                           |                                                                              |
| 6-2-2013                                                                     | Dubai                                                                        | Azerbaigian                                                                  | 1 – 0                                                                        | Liechtenstein                                                                | Amichevole                                                                   | -1                                                                           | Cap.                                                                         |
| 22-3-2013                                                                    | Vaduz                                                                        | Liechtenstein                                                                | 1 – 1                                                                        | Lettonia                                                                     | Qual. Mondiali 2014                                                          | -1                                                                           | cap.                                                                         |
| 4-6-2013                                                                     | Cracovia                                                                     | Polonia                                                                      | 2 – 0                                                                        | Liechtenstein                                                                | Amichevole                                                                   | -                                                                            | 46’                                                                          |
| 7-6-2013                                                                     | Vaduz                                                                        | Liechtenstein                                                                | 1 – 1                                                                        | Slovacchia                                                                   | Qual. Mondiali 2014                                                          | -1                                                                           |                                                                              |
| 14-8-2013                                                                    | Vaduz                                                                        | Liechtenstein                                                                | 2 – 3                                                                        | Croazia                                                                      | Amichevole                                                                   | -1                                                                           | 52’                                                                          |
| 6-9-2013                                                                     | Vaduz                                                                        | Liechtenstein                                                                | 0 – 1                                                                        | Grecia                                                                       | Qual. Mondiali 2014                                                          | -1                                                                           |                                                                              |
| 10-9-2013                                                                    | Marijampolė                                                                  | Lituania                                                                     | 2 – 0                                                                        | Liechtenstein                                                                | Qual. Mondiali 2014                                                          | -2                                                                           |                                                                              |
| 11-10-2013                                                                   | Zenica                                                                       | Bosnia ed Erzegovina                                                         | 4 – 1                                                                        | Liechtenstein                                                                | Qual. Mondiali 2014                                                          | -4                                                                           |                                                                              |
| 15-10-2013                                                                   | Il Pireo                                                                     | Grecia                                                                       | 2 – 0                                                                        | Liechtenstein                                                                | Qual. Mondiali 2014                                                          | -2                                                                           |                                                                              |
| 19-11-2013                                                                   | Vaduz                                                                        | Liechtenstein                                                                | 0 – 3                                                                        | Estonia                                                                      | Amichevole                                                                   | -1                                                                           | 46’                                                                          |
| 4-9-2014                                                                     | Tuzla                                                                        | Bosnia ed Erzegovina                                                         | 3 – 0                                                                        | Liechtenstein                                                                | Amichevole                                                                   | -3                                                                           | 46’                                                                          |
| 8-9-2014                                                                     | Chimki                                                                       | Russia                                                                       | 4 – 0                                                                        | Liechtenstein                                                                | Qual. Euro 2016                                                              | -4                                                                           |                                                                              |
| 9-10-2014                                                                    | Vaduz                                                                        | Liechtenstein                                                                | 0 – 0                                                                        | Montenegro                                                                   | Qual. Euro 2016                                                              | -                                                                            | 62’                                                                          |
| 27-3-2015                                                                    | Vaduz                                                                        | Liechtenstein                                                                | 0 – 5                                                                        | Austria                                                                      | Qual. Euro 2016                                                              | -5                                                                           | 32’                                                                          |
| 31-3-2015                                                                    | Eschen                                                                       | Liechtenstein                                                                | 1 – 0                                                                        | San Marino                                                                   | Amichevole                                                                   | -                                                                            | 46’                                                                          |
| 10-6-2015                                                                    | Thun                                                                         | Svizzera                                                                     | 3 – 0                                                                        | Liechtenstein                                                                | Amichevole                                                                   | -1                                                                           | 46’                                                                          |
| 14-6-2015                                                                    | Vaduz                                                                        | Liechtenstein                                                                | 1 – 1                                                                        | Moldavia                                                                     | Qual. Euro 2016                                                              | -1                                                                           |                                                                              |
| 5-9-2015                                                                     | Podgorica                                                                    | Montenegro                                                                   | 2 – 0                                                                        | Liechtenstein                                                                | Qual. Euro 2016                                                              | -2                                                                           |                                                                              |
| 8-9-2015                                                                     | Vaduz                                                                        | Liechtenstein                                                                | 0 – 7                                                                        | Russia                                                                       | Qual. Euro 2016                                                              | -7                                                                           |                                                                              |
| 9-10-2015                                                                    | Vaduz                                                                        | Liechtenstein                                                                | 0 – 2                                                                        | Svezia                                                                       | Qual. Euro 2016                                                              | -2                                                                           |                                                                              |
| 12-10-2015                                                                   | Vienna                                                                       | Austria                                                                      | 3 – 0                                                                        | Liechtenstein                                                                | Qual. Euro 2016                                                              | -3                                                                           |                                                                              |
| 23-3-2016                                                                    | Gibilterra                                                                   | Gibilterra                                                                   | 0 – 0                                                                        | Liechtenstein                                                                | Amichevole                                                                   | -                                                                            | Cap.                                                                         |
| 28-3-2016                                                                    | Marbella                                                                     | Fær Øer                                                                      | 3 – 2                                                                        | Liechtenstein                                                                | Amichevole                                                                   | -3                                                                           | Cap.                                                                         |
| 6-6-2016                                                                     | Reykjavík                                                                    | Islanda                                                                      | 4 – 0                                                                        | Liechtenstein                                                                | Amichevole                                                                   | -3                                                                           | Cap. 46’                                                                     |
| 31-8-2016                                                                    | Horsens                                                                      | Danimarca                                                                    | 5 – 0                                                                        | Liechtenstein                                                                | Amichevole                                                                   | -2                                                                           | 46’                                                                          |
| 5-9-2016                                                                     | León                                                                         | Spagna                                                                       | 8 – 0                                                                        | Liechtenstein                                                                | Qual. Mondiali 2018                                                          | -8                                                                           | Cap.                                                                         |
| 6-10-2016                                                                    | Vaduz                                                                        | Liechtenstein                                                                | 0 – 2                                                                        | Albania                                                                      | Qual. Mondiali 2018                                                          | -2                                                                           | Cap.                                                                         |
| 9-10-2016                                                                    | Gerusalemme                                                                  | Israele                                                                      | 2 – 1                                                                        | Liechtenstein                                                                | Qual. Mondiali 2018                                                          | -2                                                                           | Cap.                                                                         |
| 12-11-2016                                                                   | Vaduz                                                                        | Liechtenstein                                                                | 0 – 4                                                                        | Italia                                                                       | Qual. Mondiali 2018                                                          | -4                                                                           | Cap. 83’                                                                     |
| 24-3-2017                                                                    | Vaduz                                                                        | Liechtenstein                                                                | 0 – 3                                                                        | Macedonia                                                                    | Qual. Mondiali 2018                                                          | -3                                                                           | Cap.                                                                         |
| 11-6-2017                                                                    | Udine                                                                        | Italia                                                                       | 5 – 0                                                                        | Liechtenstein                                                                | Qual. Mondiali 2018                                                          | -5                                                                           | Cap.                                                                         |
| 2-9-2017                                                                     | Elbasan                                                                      | Albania                                                                      | 2 – 0                                                                        | Liechtenstein                                                                | Qual. Mondiali 2018                                                          | -2                                                                           | Cap.                                                                         |
| 5-9-2017                                                                     | Vaduz                                                                        | Liechtenstein                                                                | 0 – 8                                                                        | Spagna                                                                       | Qual. Mondiali 2018                                                          | -8                                                                           | Cap.                                                                         |
| 6-10-2017                                                                    | Vaduz                                                                        | Liechtenstein                                                                | 0 – 1                                                                        | Israele                                                                      | Qual. Mondiali 2018                                                          | -1                                                                           | Cap.                                                                         |
| 9-10-2017                                                                    | Strumica                                                                     | Macedonia                                                                    | 4 – 0                                                                        | Liechtenstein                                                                | Qual. Mondiali 2018                                                          | -4                                                                           | Cap.                                                                         |
| 21-3-2018                                                                    | La Línea de la Concepción                                                    | Andorra                                                                      | 1 – 0                                                                        | Liechtenstein                                                                | Amichevole                                                                   | -1                                                                           | Cap. 46’                                                                     |
| 25-3-2018                                                                    | Marbella                                                                     | Fær Øer                                                                      | 3 – 0                                                                        | Liechtenstein                                                                | Amichevole                                                                   | -1                                                                           | Cap. 46’                                                                     |
| Totale                                                                       |                                                                              | Presenze (1º posto)                                                          | 132                                                                          |                                                                              | Reti                                                                         | -325                                                                         |                                                                              |

## Palmarès

### Club

#### Competizioni nazionali
- Campionato svizzero: 2

Grasshoppers: 2000-2001, 2002-2003
- Coppa del Liechtenstein: 9

Vaduz: 2009-2010, 2010-2011, 2012-2013, 2013-2014, 2014-2015, 2015-2016, 2016-2017, 2017-2018, 2018-2019
- Challenge League: 1

Vaduz: 2013-2014